# Гориця (Моравче)
Гориця (словен. Gorica) — поселення в общині Моравче, Осреднєсловенський регіон, Словенія. 
Висота над рівнем моря: 359,9 м.